# Senčni Graben, Štefan na Zilji
Senčni Graben (nemško Schinzengraben) je naselje občine Štefan na Zilji v okraju Šmohor na Koroškem v Avstriji.